# حذف با بسامد رادیویی
حذف با بسامد رادیویی یا بَرسایش بَسامدرادیویی (به انگلیسی: radiofrequency ablation)، روشی در پزشکی است که با استفاده از امواج رادیویی می‌توان بخشی از بافت‌ها مانند تومور، خال یا سامانه هدایت الکتریکی قلب را حذف کرد. امواج رادیویی با طول‌موج بسیار کم مثلاً ۳۵۰ تا ۵۰۰ کیلوهرتز می‌توانند با ایجاد گرمای بالا بافت موردنظر را تخریب نمایند. این روش گاه در درمان و جراحی تومور (ریه، کلیه و پستان) و گاه در اقدامات ساده‌تر مانند برداشتن خال، خالکوبی و زگیل روی پوست استفاده می‌شود.